# Slanská Huta
Slanská Huta este o comună slovacă, aflată în districtul Košice-okolie din regiunea Košice. Localitatea se află la altitudinea de 462 m deasupra n.m., se întinde pe o suprafață de 14,16 km2 și în 2017 număra 247 de locuitori.

## Istoric
Localitatea Slanská Huta este atestată documentar din 1772.

## Demografie
| An:                | 1994 | 2004    | 2014    | 2024   |
| ------------------ | ---- | ------- | ------- | ------ |
| Număr de persoane: | 256  | 215     | 241     | 260    |
| Diferență:         |      | −16,01% | +12,09% | +7,88% |

| An:                | 2023 | 2024   |
| ------------------ | ---- | ------ |
| Număr de persoane: | 252  | 260    |
| Diferență:         |      | +3,17% |